# メッゾ・フォルテ
メッゾフォルテ (Mezzoforte) は、西洋音楽における音楽用語（楽語）であり、強弱法においてメッゾピアノとフォルテの中間の強さを表す。演奏記号（強弱記号）においてはと表される。
イタリア語に由来。“forte”は「大きい」、“mezzo”は「半分」を意味する形容詞であり、合わせて「半分大きく」即ち「やや強く」という指示になるが、実際には、控え目に大きくという中庸の意味合いに近くなる。
“mezzo”の発音においては、「メゾ」，「メッツォ」，「メッゾ」の表記が使われ、広く一般に定着している。